# Leander Schlegel

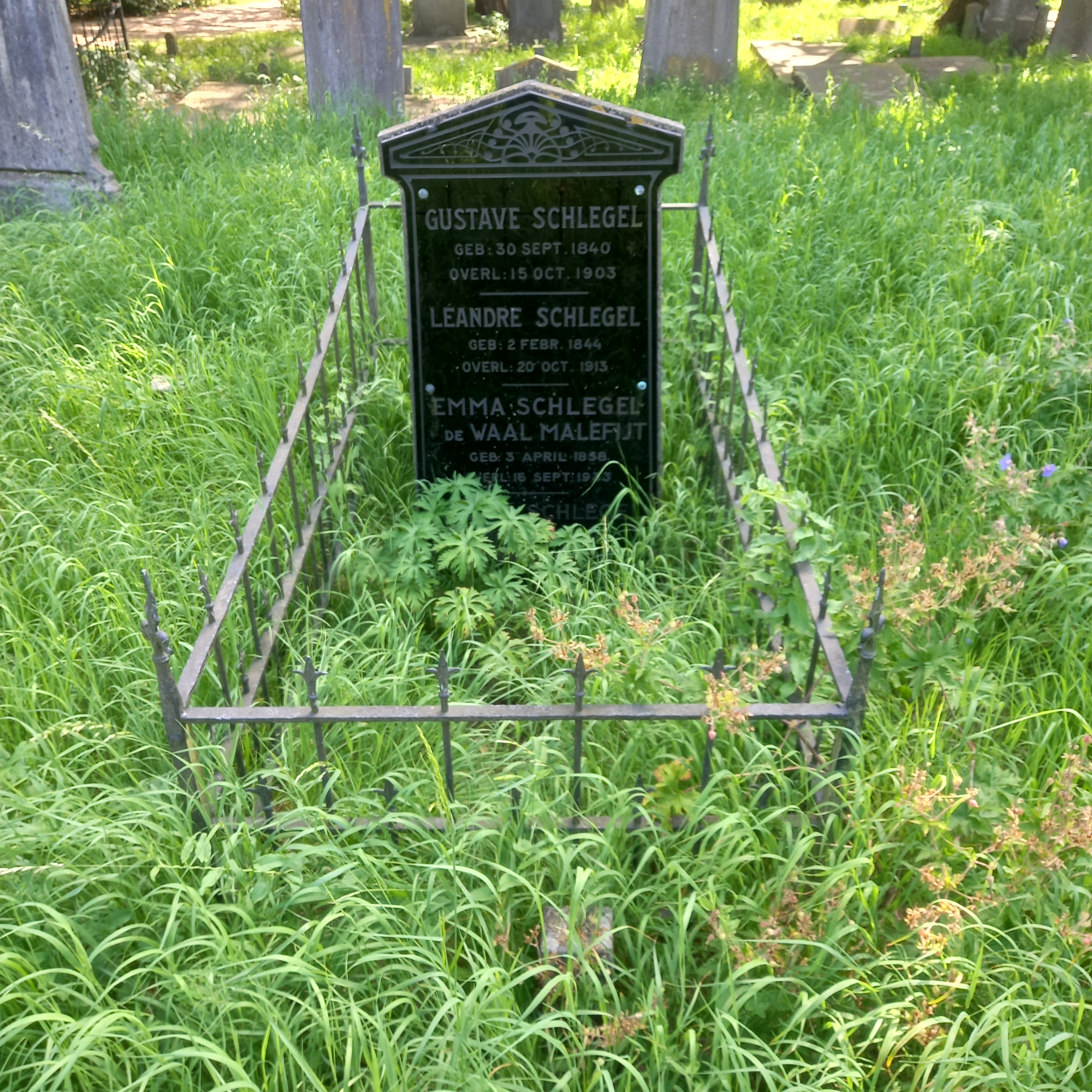
Het graf van Leander Schlegel en zijn echtgenote Emma de Waal Malefijt op Begraafplaats Groenesteeg te Leiden

Leander Schlegel (Oegstgeest, 2 februari 1844 – Overveen, 20 oktober 1913) was een Nederlands componist, pianist en muziekpedagoog.

## Levensloop
Zijn vader was de latere Leidse hoogleraar in de dierkunde en kunstminnaar Hermann Schlegel, afkomstig uit het Duitse Altenburg, toen nog conservator. Hij kwam naar Nederland in 1825 en trouwde Cornelia Buddingh uit Alkemade. Zuster Cécile Schlegel was jarenlang verbonden aan de Nederlandse Wagner-vereniging en werd in 1896 tot erelid benoemd. Broer Gustaaf Schlegel werd bekend sinoloog. Leander Schlegel huwde in 1878 in Haarlem met Emma de Waal Malefijt, kleindochter (via Adriaan) van Johannes de Waal Malefijt. Hij werd getroffen door een beroerte en begraven op Begraafplaats Groenesteeg in Leiden.
Leander begon al vroeg met pianospelen. Rond zijn tiende kreeg hij daartoe les aan de Muziekschool in Leiden, hij kreeg er tevens les op viool en in zang. Hij kon al vrij snel tijdens die opleiding zitting nemen in een strijkkwartet. Van 1858 tot 1860 studeerde hij aan de Koninklijke Muziekschool in 's-Gravenhage. Daar waren zijn docenten Charles van der Does (piano) en Willem Nicolaï (orgel, harmonieleer en compositieleer). Daarop volgde nog een studie aan het Conservatorium in Leipzig, waar hij les kreeg van Salomon Jadassohn en Carl Reinecke. Leander Vanaf 1866 reisde hij als klaviervirtuoos en begeleider door Frankrijk en Duitsland. Hij was ook enige tijd muziekdirecteur te Brunswijk.
In 1871 werd Schlegel directeur van de Toonkunst muziekschool te Haarlem; ook stichtte hij een eigen muziekschool, aldus Onze Musici ("Inrichting van onderwijs in muziek"). Ondertussen bleef hij binnen de kamermuziek musiceren met musici als Willem Kes en Isaäc Mossel.
Zijn eerste werken dateren uit 1880. De muziek van Leander Schlegel werd vooral buiten Nederland uitgevoerd, met name in Berlijn en Wenen. Vooraanstaande critici vergeleken zijn vocale en instrumentale muziek met die van Robert Schumann en Johannes Brahms, hetgeen hem de bijnaam "De Haarlemsche Brahms" opleverde (aldus Max Kolbeck, een vroege 
Brahmsbiograaf).

## Werken naar opusnummer
- 1 - Drei Clavierstücke (1880?)
- 2 - Ballade für Pianoforte (1882?)
- 3 - “Rhein und Loreley”. Eine Phantasie am Clavier (1886)
- 4 - Suite für Clavier (1886, rev. 1903)
- 5 - “Der arme Peter” (nach Heinrich Heine). Characterstück für das Pianoforte (1886)
- 6 - “An die Nacht” (Wilhelm Osterwald). Drei Gesänge für tiefe Stimme
- 7 - In’s Album. Fünf Clavierstücke (1894?)
- 8 - Drei Lieder
  - Nachwache der Liebe (A. Meissner)
  - Es fuhr ein Fischer (Jul. Sturm)
  - Mit warmen Armen halt ich dich (W. Osterwald)
- 9 - Drei Stücke für Pianoforte (1894?)
- 10 - Drei Clavierstücke
- 11 - Zweite Ballade für Pianoforte
- 12 - Drei Lieder für eine Singstimme mit Klavierbegleitung
- 13 - Zwei phantastische Studien für Pianoforte
- 14 - Quartett (in C-Dur) für Pianoforte, Violine, Bratsche und Violoncell (1908?)
- 15 - Sechs Phantasien für Pianoforte (1903?)
- 16 - Konzert (in fis-moll) für Klavier und Orchester
- 17 - Quartett (in G-Dur) für 2 Violinen, Viola und Violoncell (1905)
- 18 - Rhapsodie für Clavier
- 19 - “Der Sächsische Prinzenraub”. Symphonisches Tongemälde
- 20 - Deutsche Liebeslieder. Ein Cyklus für eine Singstimme und Pianoforte (1900)
- 21 - Drei Lieder für eine Singstimme mit Klavier (1907?)
  - Komm ins Boot, geliebte! (Fiore della Neve, vert. O. Hauser)
  - Lieblich wallen durch die Lüfte (W. Osterwald)
  - Nachruf (F. Hölderlin)
- 22 - Vier Lieder für eine Singstimme mit Klavierbegleitung
  - Wo ich bin, mich rings umdunkelt (H. Heine)
  - Sie haben heut Abend Gesellschaft (H. Heine)
  - Liebster, einst geliebt (F. Rückert)
  - Winterlied (F. Rückert)
- 23 - Zwei Frauenchöre mit Klavierbegleitung
- 24 - Drei Lieder für eine tiefe Singstimme mit Begleitung des Pianoforte (1907)
- 25 - Symphonie (in H-Dur) für grosses Orchester
- 26 - Drei Tonstücke für Klavier (1911)
- 27 - Der Kinder bunte Welt. Fünf vierhändige Klavierstücke in leichter Spielart
  - Wiegeliedje
  - De poes en de poesjes
  - Op het hobbelpaard
  - De pianoles van den kleinen Frits
  - Op dansles
- 28 - Drei Lieder für eine Singstimme mit Begleitung des Pianoforte. (Dichtungen von Agnes Marteau) (1907)
- 29 - Der Kinder bunte Welt. Zweite Folge. Für die geübtere Jugend
  - Bij de geiten en eenden
  - Een muis!
  - Kijk eens, hoe ’t sneeuwt!
  - Het spook-uur
  - Bij ’t kippenhok
- 30 - In’s Album (1909)
  - Kahnfahrt
  - Capriccio
  - Trauermarsch
  - Walzer
- 31 - Passacaglia für zwei Klaviere über auf- und niedersteigende Tonleitern
- 32 - Drei Clavierstücke zu 4 Händen
- 33 - Konzert (in h-moll) für Violine und Orchester
- 34 - Sonate (in G-Dur) voor Piano en viool (1910)
- 35 - Strijkkwartet nr.2 (in F-Dur/D-Dur)

Tussen 1904 en 1912 plaatste Willem Mengelberg drie werken van hem op de lessenaars van het Concergebouworkest: Der sächsische Prinzenraub (opus 21), Pianoconcert (opus 16 met soliste Lucilla Tolomei en het Vioolconcert (opus 33, solist Henri Marteau).